# Віадук Мала Рієка
Віадук Мала Рієка — віадук на залізниці Белград - Бар, розташовано приблизно за 20 км на північ від Подгориці, Чорногорія.

## Огляд
Проект було розпочато в 1969 році і було завершено в 1973 році. Віадук завдовжки 498,8 метр, та заввишки 200 м над Малою Рієкою (промовляється [mâːlaː rijɛ̌ka], що означає «Маленька річка»). Це також найдовший міст на залізниці Белград-Бар
На час відкриття це був найвищий залізничний міст у світі, який перевершив міст Європи у Австрії (190 м, 1963). Проте його висоту було перевершено в 2001 році, коли в Гуйчжоу, Китай, було відкрито залізничний міст Шуйбай (арковий міст). Декілька залізничних мостів, що будуються в Китаї, також будуть вищими

## Будівництво
36 000 м³ бетону та 100 000 тонн сталі було витрачено на будівництво мосту. Найбільший з чотирьох стовпів, що тримають міст, має базу більшу, ніж тенісний корт. Бельгійський екстремальний спортсмен Седрік Дюмон був першим, хто стрибнув з мосту (11 вересня 2008 р.).